# Athol (Dakota del Sud)
Athol è una comunità non incorporata della contea di Spink, Dakota del Sud, Stati Uniti. Fa parte dell'Athol Township.

## Storia
Athol era originariamente chiamata Myrtle City per Myrtle Taylor, la figlia di un primo colono. La comunità fu rinominata nel 1881 quando la Chicago and North Western Railroad attraversò l'area. La città prende il nome da Athol, Massachusetts, che a sua volta prende il nome da James Murray, secondo duca di Atholl, Scozia. Athol ricevette un ufficio postale il 28 settembre 1881. R. G. Bestor pubblicò il giornale Athol Star per un periodo che iniziò negli anni 1880.
Il 23 febbraio 1903, un uomo morì e tredici persone rimasero ferite in un incidente della Chicago and North Western Railroad nei pressi della città.

## Geografia
Athol si trova vicino alla forcella sud del Snake Creek.